# Pere Genové i Colomer
Pere Genové i Colomer   (el Masnou, 19 de juny de 1834 - Barcelona, 6 de juny de 1900) fou un farmacèutic i polític català, regidor de l'Ajuntament de Barcelona i diputat provincial.

## Biografia
Fill del mestre d'aixa Pere Genové, de Barcelona, i de Maria Colomer, d'Alella. Batxiller en filosofia el 1854 i en farmàcia el 1858. Va col·laborar amb el Centre Escolar Catalanista. El 1865 era membre del Col·legi de Farmacèutics, del qual en seria síndic classificador. Va ser vocal del Col·legi Oficial de Farmacèutics de Barcelona l'any 1898. Defensà la col·legiació obligatòria i propugnà la fundació de laboratoris químics. Exercí com a farmacèutic d'oficina i laboratori. El 1891 ingressà a la Reial Acadèmia de Medicina amb el discurs "Ejercicio de la farmacia como función social", que va ser respost per Eduard Bertran i Rubio.
Casat amb Cecília Soler Forte, de Vilanova i la Geltrú. Llur fill Pere Genové i Soler també fou farmacèutic i membre de la Reial Acadèmia de Medicina.
Al Masnou es va construir una casa amb jardins anomenada Can Genové. Els jardins són de l'arquitecte Gaietà Buïgas i Monravà i eren coneguts pel nom de Niu Florit. A Barcelona tingué una farmàcia i laboratori a la Rambla de les Flors en un edifici modernista de l'arquitecte Enric Sagnier i Villavecchia anomenat Casa Doctor Genové.
El seu enterrament fou multitudinari i hi assistiren nombroses personalitats. L'ofici funeràri fou a l'església de la Concepció de Barcelona. Està enterrat al cementiri del Masnou, on s'hi va construir un panteó. L'any 1967, l'Ajuntament del Masnou li va dedicar un carrer anomenat "carrer del doctor Pere Genové".